# Chippewa megye (Minnesota)
Chippewa megye az Amerikai Egyesült Államokban, azon belül Minnesota államban található. Megyeszékhelye és legnagyobb városa Montevideo. Lakosainak száma 12 598 fő (2020. április 1.). Chippewa megye Swift, Kandiyohi, Renville, Yellow Medicine és Lac qui Parle megyékkel határos.

## Népesség
A megye népességének változása:
| Lakosok száma | 12 449 | 12 322 | 12 138 | 12 093 | 12 109 | 12 598 |
|               | 2010   | 2011   | 2012   | 2013   | 2015   | 2020   |